# Micranthes reflexa
Micranthes reflexa är en stenbräckeväxtart som först beskrevs av William Jackson Hooker, och fick sitt nu gällande namn av John Kunkel Small. Micranthes reflexa ingår i släktet rosettbräckor, och familjen stenbräckeväxter. Inga underarter finns listade i Catalogue of Life.